# Mistrovství Evropy v zápasu řecko-římském 1994
Mistrovství Evropy v zápasu řecko-římském 1994 se konalo v Athénách, Řecko.

## Výsledky

### Muži
| Kategorie | Zlato              | Stříbro                   | Bronz               |
| --------- | ------------------ | ------------------------- | ------------------- |
| 48 kg     | Zafar Gulijev      | József Hamzók             | Vardan Agadžanjan   |
| 52 kg     | Armen Nazarjan     | Farjat Magueramov         | Alfred Ter-Mkrtčjan |
| 57 kg     | Şeref Eroğlu       | Arutjun Rubenjan          | Marian Sandu        |
| 62 kg     | Hrihori Kamyshenko | Agasi Manukjan            | Igor Petrenko       |
| 68 kg     | Attila Repka       | Ghani Yalouz              | Islam Duguchiyev    |
| 74 kg     | Erol Koyuncu       | Vladimir Kopytov          | Torbjörn Kornbakk   |
| 82 kg     | Thomas Zander      | Gocha Tsitsiashvili       | Serguei Nasevich    |
| 90 kg     | Vjačeslav Olijnyk  | Serguei Kirilchuk         | Stig Kleven         |
| 100 kg    | Andrzej Wroński    | Alexandros Triantafilidis | Giorgi Saldadze     |
| 130 kg    | Alexandr Karelin   | György Kékes              | Petro Kotok         |